# Ayston
Ayston – wieś w Anglii, w hrabstwie Rutland. Leży 8 km na południe od miasta Oakham i 129 km na północ od Londynu. W 2001 miejscowość liczyła 46 mieszkańców.